# Al-Dżubba
Al-Dżubba (arab. الجبة) – miejscowość w Syrii, w muhafazie Damaszek. W 2004 roku liczyła 2829 mieszkańców.
W trakcie wojny domowej w Syrii Al-Dżubba wpadła w ręce żołnierzy Państwa Islamskiego, z których to została odebrana przez stronę rządową w maju 2015 roku w wyniku niezapowiedzianej ofensywy armii oraz towarzyszących jej ochotników – islamiści wycofali się prawie bez walki.